# Neostenanthera neurosericea
Neostenanthera neurosericea là loài thực vật có hoa thuộc họ Na. Loài này được (Diels) Exell mô tả khoa học đầu tiên năm 1935.